# Arracacia tapalpae
Arracacia tapalpae là một loài thực vật có hoa trong họ Hoa tán. Loài này được M.E.Jones mô tả khoa học đầu tiên năm 1933.